# Gabriel Benítez
Gabriel Benítez, född 15 juni 1988 i Tijuana, är en mexikansk MMA-utövare som sedan 2014 tävlar i organisationen Ultimate Fighting Championship.